# Халмин
Халмин — река на полуострове Камчатка в России.
Длина реки — 30 км. Впадает в реку Камчатка слева на расстоянии 611 км от устья.
Название вероятно произошло от корякского Ӄалмын — «неудачная».